# سيوفولوجيا

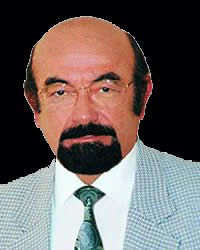

السيوفولوجيا وهي طريقة شائعة للمساعدة الذاتية في أوروبا القارية، تجمع بشكل فريد بين العلوم الغربية والحكمة الشرقية للمساعدة في إدارة التوتر والنوم بشكل أفضل واكتشاف اليقظة. وهي طريقة وممارسة التطوير الذاتي باستخدام الجسم  والعقل مما يسمح لكل فرد بخلق المزيد من التوازن والانسجام في أنفسهم  والعالم من حولهم.
كلمة سيوفولوجيا تأتي من اليونانية القديمة σῶς / SOS («الانسجام»)، φρήν / PHREN («العقل»)، و -α / -LOGOS («الدراسة / العلم»)، دراسة الوعي في الانسجام. تم تطوير هذه الطريقة بواسطة البروفيسور ألفونسو كايسيدو، طبيب نفسي عصبي كولومبي، في الستينيات لدعم مريضه ليجد المزيد من الهدوء في الحياة اليومية. في عام 1970، في المؤتمر الدولي الأول لعلم النفس، قال أن علم النفس ولد من دراساته عن الوعي البشري. السيوفولوجيا هي فلسفة وطريقة للحياة، وبالإضافة إلى ذلك هي علاج وتقنية للتنمية الشخصية. قال لاحقًا: «علم النفس يعلم العيش».

## أصول غربية
قام البروفيسور ألفونسو كايسيدو (من أصل الباسك الإسباني، المولود في بوغوتا، كولومبيا عام 1932)، وهو طبيب نفسي عصبي، بإنشاء 12 درجة في علم النفس من عام 1960 أثناء ممارسته للطب في مستشفى في مدريد، إسبانيا. شرع في الأصل في إيجاد طريقة لشفاء العملاء المحبطين والمصدومين من خلال توجيههم إلى الصحة والسعادة مع أقل استخدام ممكن للعقاقير والعلاجات النفسية. أراد كايسيدو أيضًا دراسة الوعي البشري ووسائل تغيير حالاته ومستوياته. بدأ في النظر في التنويم المغناطيسي السريري والظواهر وتقنيات الاسترخاء الغربية: الاسترخاء التدريجي لجاكوبسون، وتدريب شولتز الذاتي.
من جاكوبسون، احتفظ كايسيدو بشكل رئيسي بفكرة الاسترخاء التفاضلي، باستخدام الحد الأدنى فقط من التوتر العضلي اللازم للعمل، بالإضافة إلى القدرة على تقليل القلق عن طريق تخفيف التوتر العضلي. بدون اقتراح إضافي أو علاج نفسي، يكفي استرخاء العضلات فقط بالاسترخاء العقلي أو الانسجام. مع شولتز، وهي طريقة «عقلية» أكثر، استلهم من قدرة الإنسان على تحقيق الاسترخاء من خلال التخيل وحده. في أكتوبر 1960، ابتكر مصطلح «علم النفس» وافتتح أول قسم لعلم النفس الإكلينيكي في مستشفى سانتا إيزابيل في مدريد.

## أصول شرقية
في عام 1963، تزوج كايسيدو من عشاق اليوغا الفرنسيين. بدأ يبحث في التقنيات الشرقية في ذلك الوقت. بين عامي 1963 و 1964، عمل تحت إشراف الطبيب النفسي وعالم الظواهر لودفيغ بينسوانجر (الذي درس مع هوسرل وهايدغر) في سويسرا، وتأثر كثيرًا بعمله.
إفتتنة بأعمال اليوغا وبدعم من بينسوانجر، سافر إلى الهند واليابان من 1965 إلى 1968 حيث درس اليوغا والتأمل البوذي التبتية  و (زين اليابانية). لقد اقترب من كل تخصص ونظرية وفلسفة بقصد اكتشاف ما على وجه التحديد يمكنه تحسين صحة الناس، جسديًا وذهنيًا، في أسرع وقت ممكن وبنتائج دائمة. في الهند، اكتشف راجا يوجا في أشرم Swami Anantanand واليوغا المتكاملة لـ Sri Aurobindo. ثم سافر إلى دارامسالا لمقابلة الدالاي لما ودراسة البوذية التبتية. أخيرًا، ذهب إلى اليابان لتعلم زين في العديد من الأديرة. عند عودته، أنشأ المستويات الثلاثة الأولى الذي طلق عليه الاسترخاء الديناميكي.
منذ ذلك الحين، بدأ علم النفس في الابتعاد عن التنويم المغناطيسي السريري وركز أكثر على عمل الجسم وحضور الجسد في العقل. كانت فكرته مساعدة العقل الغربي على استخدام الأساليب الشرقية بطريقة بسيطة، مع ترك الفلسفة والدين جانباً، وليس محاكاة تلك التقنيات التي كان يحترمها دائمًا، ولإنما لتمكين الناس من تجربة طرق جديدة بسهولة للعمل على مستويات الوعي لديهم.
عند عودته إلى إسبانيا، استقر كايسيدو في برشلونة حيث بدأ في توسيع السيوفولوجيا. بدأ عمل مجموعة سيوفولوجيا في باريس ونشر الكلمة في المؤتمرات العلمية في إسبانيا وسويسرا وبلجيكا.

## الدكتور ريمون أبريزول
في سويسرا، اكتشف الدكتور ريمون أبريزول الفوائد الفريدة لعلم الآثار ولفت انتباه الجمهور إليها. في عام 1965، بعد أن أنهى للتو دراساته في سيوفولوجيا، حاول مساعدة صديق كان يلعب معه التنس بانتظام. تطورت أدائه وتركيزه بشكل كبير. ثم ساعد أبرزول صديقًا آخر بأدائه في التزلج. تم دعمه مالياً من قبل الكونتيسة آن جولييت شوفالوفا (المولودة دي بورتاليس)، التي دفعت المنحة الدراسية في شامبيت لابن ريمون بيير.
في عام 1967، طلب مدرب تزلج وطني سمع عن سيوفولوجيا مساعدة أبريزول لتدريب أربعة أبطال تزلج في دورة الألعاب الأولمبية في غرونوبل لعام 1968، وكل ذلك السرا. انتهى ثلاثة منهم على المنصة بميداليات أولمبية، وهو بطال سويسرا الوحيدين الذي حصلوا على ميداليات في الألعاب في ذلك العام. كشف الرياضيون عن تدريبهم في سيوفولوجيا للصحافة. كانت الصحافة مبتهجة وانتهى أبرزول بتدريب المنتخب الوطني بأكمله من الموسم التالي. ذهب أبرزول لتدريب العديد من الرياضيين الآخرين في الإبحار والملاكمة وركوب الدراجات والتنس وكرة الماء والجولف ورياضات أخرى. فاز الرياضيون الذين تدربوا من قبل أبرزول بين عامي 1967 و2004 بأكثر من 200 ميدالية أولمبية.
بعد هذا النجاح، نمت سيوفولوجيا بسرعة في جميع أنحاء العالم الناطق بالفرنسية. على الرغم من أنه تم استخدامه في البداية فقط في الطب، فقد انفتح سيوفولوجيا على مجالات أخرى: الرياضة بالطبع وأيضًا الوقاية وتعزيز الصحة وفي عالم الشركات والتعليم والفنون وغيرها من التخصصات. أدارت أبرزول برامج تدريب لعدد كبير من الأطباء المؤثرين والمدربين الرياضيين، والعديد منهم يديرون الآن مراكز تدريب في جميع أنحاء فرنسا. فتح حماسه ونجاحه مع الرياضيين أبوابًا لتعليم علم النفس في العديد من مجالات الحياة.
خلال إقامته في كولومبيا عام 1985، أنشأ كايسيدو المستوى الرابع من الاسترخاء الديناميكي والفرع «الاجتماعي» لعلم النفس. في عام 1988 انتقل إلى أندورا وخلق مفهوم سيوفولوجيا الكايكيدية. في عام 1992 بدأ المستويات التالية وخلق درجة الماجستير. في عام 2001، تم الانتهاء من المستويات الإثني عشر للاسترخاء الديناميكي بتقنياتهم الخاصة.

## مبادئ أساسية

### عمل إيجابي
لا تركز سيوفيولوجياعلى المشكلة نفسها ولكن على الموارد الداخلية للفرد التي ستمكنهم من المضي قدمًا، والشعور بالقوة. الافتراض هو أن العمل الإيجابي على الوعي بالتفاعل التسلسلي الإيجابي.
وفقًا لباسكال غوتييه، «من خلال ممارسة يومية، يهدف سيوفولوجيا إلى الانسجام في البشر: إنه عمل رائع! في الممارسة العملية، لا يعني رؤية الحياة من خلال نظارات ملونة باللون الوردي ولكن وضع حد للرؤية غير الواقعية أو السلبية للحياة انظر إلى الأشياء كما هي (قدر الإمكان) وعزز أي شيء إيجابي لدينا».

### واقع موضوعي
نظر ألفونسو كايسيدو في الظواهر بعد العمل في 1963-1964 مع الطبيب النفسي السويسري بينسوانجر (1881–1966) الذي درس مع هوسرل وهايدغر. كان للظواهر تأثير كبير على سيوفولوجيا. تقترح بعض التقنيات في سيوفولوجيا النظر إلى الأشياء «كما لو كانت لأول مرة»، مع نهج محايد، والاستماع إلى الأحاسيس دون حكم أو توقعات. الخبرة هي المفتاح. يتم ترك الاقتراح إلى الحد الأدنى للسماح لكل شخص بتجربة التمرين بطرقهم الخاصة.

### مفاهيم رئيسية
- موقف غير حكمي: انظر إلى الأشياء التي تبدو «محايدة» قدر الإمكان، وليس باستخدام معرفتنا أو خبرتنا السابقة؛

- عقل مبتدئ: انظر إلى العالم بعقل طفل، خذه كما هو؛

- القبول: تقبل الواقع من حولنا والآخرين كما هم، بدون أفكار جاهزة. لا تفترض ابدا.

- وعي الجسم

- سيوفولوجيا هو فهم أفضل للجسد، حول معرفة الذات بشكل أفضل، معرفة حدود المرء وقبول الذات، الشعور كليا بالحياة هنا والآن والعيش في صحة جيدة في وئام بين الجسم والعقل.

في الثقافة الشعبية اليابانية، يُعرف سيوفولوجيا (ソ フ ロ ロ ジ ー) بأنه طريقة الاسترخاء للولادة (ソ フ ロ ロ ジ ー 分娩 法).